# Turdoides squamulata
Turdoides squamulata е вид птица от семейство Leiothrichidae.

## Разпространение
Видът е разпространен в Етиопия, Кения и Сомалия.